# Patagonienmöwe

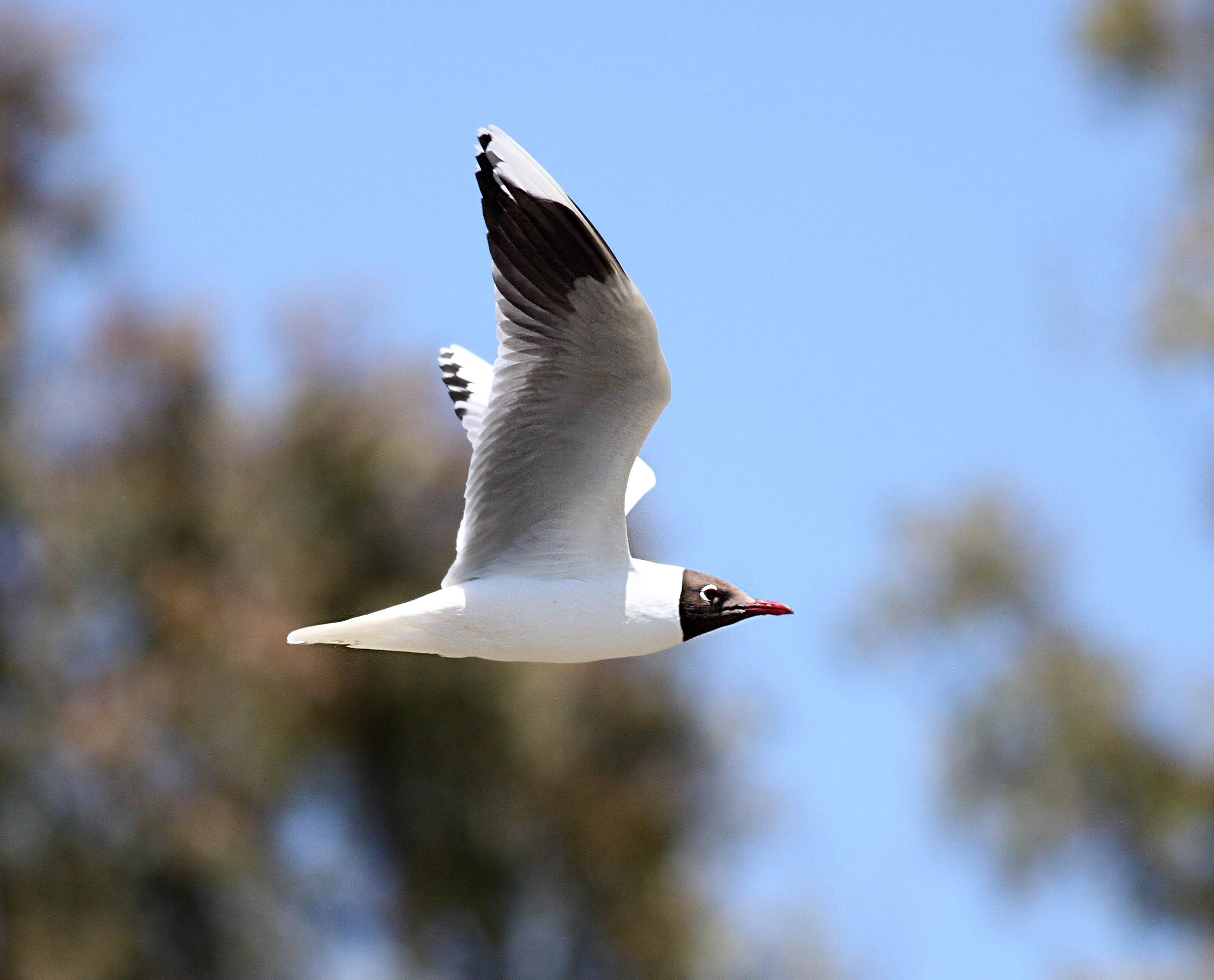
Flugbild

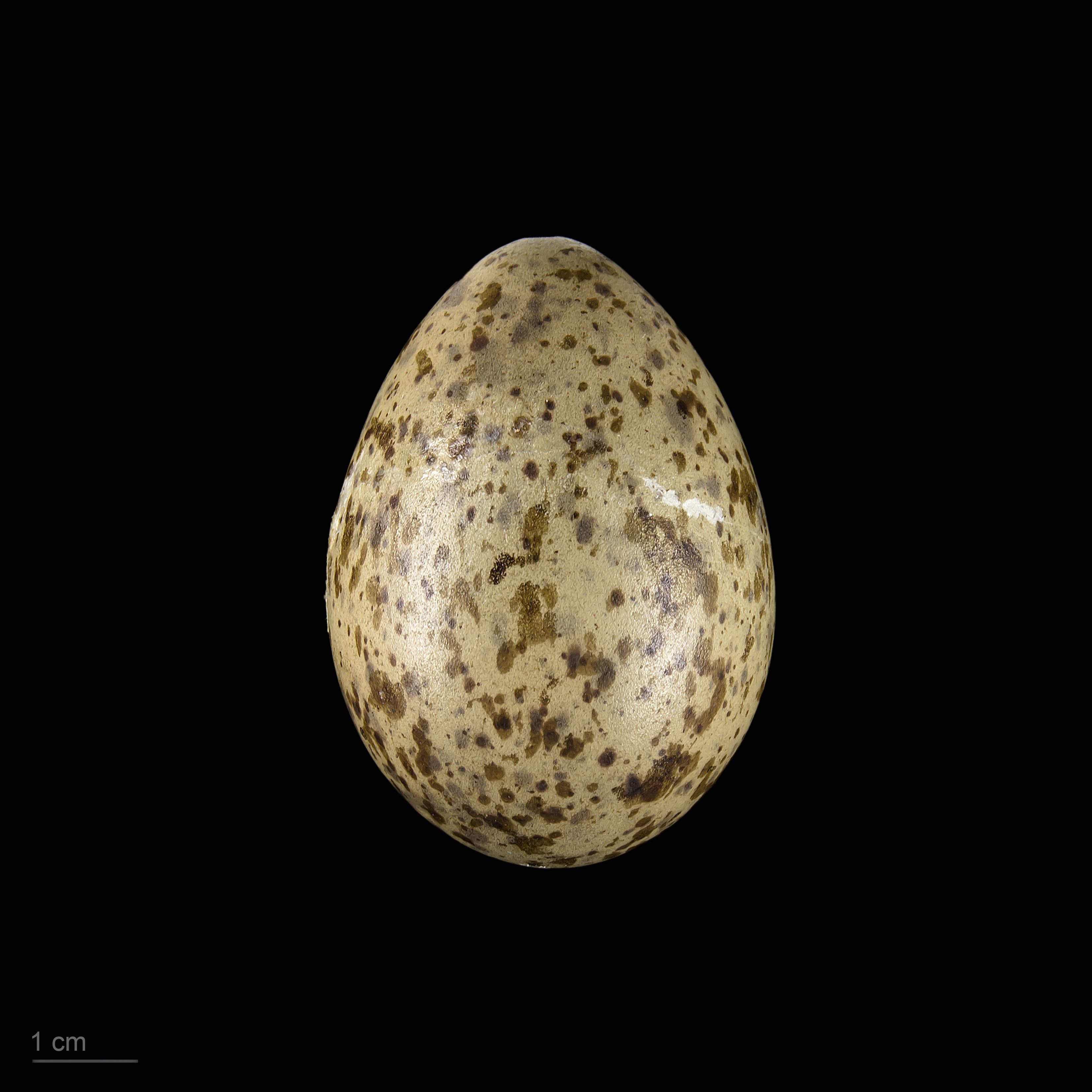
Chroicocephalus maculipennis

Die Patagonienmöwe (Chroicocephalus maculipennis, Syn.: Larus maculipennis) ist eine in Südamerika und den Falklandinseln beheimatete Möwenart. Sie erinnert in ihrem Erscheinungsbild an die in Eurasien verbreitete Lachmöwe und wurde zeitweise auch als Unterart dieser Möwenart eingestuft. Sie ist jedoch enger mit der Braunkopf-Lachmöwe und der Rotschnabelmöwe verwandt.
In ihrem Verbreitungsgebiet ist die Patagonienmöwe unverwechselbar, da keine andere Art ein vergleichbares Federkleid hat. Die IUCN stuft die Patagonienmöwe wegen ihres großen Verbreitungsgebietes als ungefährdet (least concern) ein.

## Erscheinungsbild
Die Patagonienmöwe erreicht eine Körpergröße von 35 bis 37 Zentimeter. Die Flügellänge beträgt 27,1 bis 31 Zentimeter. Patagonienmöwen wiegen zwischen 290 und 361 Gramm. Die Männchen sind tendenziell etwas größer als die Weibchen.
Adulte Patagonienmöwen haben im Prachtkleid einen graubraunen Kopf und eine graubraune Kehle, die sich scharf von dem blass grauweißen Nacken, der weißen Körperunterseite und dem Schwanz abheben. Der Mantel und die Flügeldecken sind hellgrau. Die äußeren Handschwingen sind weiß, die übrigen sind weiß und schwarz. Der Schnabel, die Beine und die Füße sind dunkel rotbraun, bei einigen Individuen ist der Rotton allerdings ausgeprägter. Die Augen sind dunkelbraun mit einem schmalen weißen Augenring. Im Schlichtkleid fehlt die braune Kopfzeichnung, die Vögel weisen dann jedoch einen individuell verschieden großen bräunlichen Ohrfleck auf.
Jungvögel und noch nicht geschlechtsreife Patagonienmöwen haben einen hellen Kopf, der bräunlich überwaschen ist. Im ersten Winter haben Jungvögel auf der Flügeldecke beziehungsweise auf dem Mantel eine schuppenartige, graubraune Zeichnung. Der Schwanz weist einen schmalen schwarzen Querstreifen auf.

## Verbreitung und Bestand

Verbreitungsgebiet (lila ganzjährig) und (hellblau nicht brütend) der Patagonienmöwe

Die Patagonienmöwe brütet an den Küsten, sumpfigen Seen und Flüssen vom Nordosten Argentiniens, Uruguays und der Mitte Chile bis nach Feuerland. Sie ist außerdem ein Brutvogel der Falklandinseln. Bei der Population auf den Falklandinseln scheint es sich weitgehend um Standvögel zu handeln. Die Brutvögel auf dem südamerikanischen Kontinent dagegen ziehen im Winter weiter nach Norden und sind dann auch in Nordchile, im Norden Argentiniens und im Osten Brasiliens zu beobachten.
Der Bestand wird von der IUCN auf 100.000 bis eine Million geschlechtsreife Individuen geschätzt.

## Lebensweise
Patagonienmöwen sind weitgehend Insektenfresser. Sie folgen häufig pflügenden Traktoren und fangen über Marsch- und Grasland Insekten aus der Luft. Außerdem fressen sie kleine Fische, Aas und Abfälle.
Die Fortpflanzungszeit fällt in den Zeitraum Oktober bis Januar. Die Art brütet in Kolonien, die bis zu 500 Brutpaare umfassen. Sie ist in den Brutkolonien gelegentlich mit der Blutschnabelmöwe oder der Falklandseeschwalbe (Sterna hirundinacea) vergesellschaftet. Die meisten Brutpaare bauen ihre Nester aus Gras, einige errichten dabei ähnlich wie die Seeschwalben ihre Nester auch auf schwimmender Sumpfvegetation oder nutzen die Nester von Lappentauchern. Das Gelege besteht gewöhnlich aus zwei bis drei Eiern.

## Etymologie und Forschungsgeschichte
Die Erstbeschreibung der Patagonienmöwe erfolgte 1823 durch Martin Hinrich Carl Lichtenstein unter dem Namen Larus maculipennis. Bei seiner Beschreibung bezog er sich auf Gaviota del la cenicienta von Félix de Azara. Als Verbreitungsgebiet gab er Montevideo an. 1836 führte Thomas Campbell Eyton die für die Wissenschaft neue Gattung Chroicocephalus ein. Der Begriff ist ein Wortgebilde aus χρωικος, χρωζω chrōicos, chrōzō, deutsch ‚gefärbt, färben‘ und -κεφαλος, κεφαλη -cephalos, cephalē, deutsch ‚-köpfig, Kopf‘. Der Artname maculipennis hat seinen Ursprung in lateinisch macula ‚Fleck‘ und lateinisch -pennis, penna ‚-flügelig-gefedert, Flügel, Feder‘. Alfred Laubmann hatte für sein Werk Die Vögel von Paraguay keine Bälge zur Verfügung. Nur durch einen Artikel von Arnaldo de Winkelried Bertoni aus dem Jahr 1919 sah er für Puerto Bertoni einen möglichen Nachweis für Paraguay. Bertoni hatte bereits 1901 in Gaviota de la blanca einen Nachweis für das Land gesehen. Vermutlich handelt es sich bei diesen Beobachtungen um Irrgäste.

## Belege

### Einzelbelege
1. ↑   Shirihai, S. 230
2. 1 2  Factsheet auf BirdLife International
3. ↑   Shirihai, S. 230
4. ↑   Shirihai, S. 229
5. ↑   Shirihai, S. 230
6. ↑  Félix de Azara (1805), S. 350–362.
7. ↑  Martin Hinrich Lichtenstein (1823), S. 83.
8. ↑  Thomas Campbell Eyton (1836), S. 53 & 58.
9. ↑  Chroicocephalus in The Key to Scientific Names Edited by James A. Jobling
10. ↑  maculipennis in The Key to Scientific Names Edited by James A. Jobling
11. ↑  Arnaldo de Winkelried Bertoni (1919), S. 256.
12. ↑  Alfred Laubmann (1939), S. 76.
13. ↑  Félix de Azara (1805), S. 363–368.
14. ↑  Arnaldo de Winkelried Bertoni (1901), S. 187.

### Weblink
- Larus maculipennis in der Roten Liste gefährdeter Arten der IUCN 2024.2. Eingestellt von: BirdLife International, 2018. Abgerufen am 18. März 2025.
- Patagonienmöwe (Chroicocephalus maculipennis) bei Avibase
- Patagonienmöwe (Chroicocephalus maculipennis) auf eBird.org
- xeno-canto: Tonaufnahmen – Patagonienmöwe (Chroicocephalus maculipennis)
- Brown Hooded Gull (Chroicocephalus maculipennis) in der Encyclopedia of Life.  (englisch).